# Jesus (Name)
Jesus ist ein männlicher Vorname biblischer Herkunft. Sein bekanntester Träger ist Jesus von Nazaret, den Christen als Jesus Christus verehren. Meist von diesem Namensträger abgeleitet, wird Jesus in vielen Sprachen verwendet. Der Name findet sich auch als Familienname, als Teil der Bezeichnung von Orten, Filmen, Musik- und Kunstwerken sowie in Redewendungen.

## Herkunft und Bedeutung
Jesus geht auf den altgriechischen Namen Ἰησοῦς Iēsûs, die gräzisierte Variante von יְהוֹשֻׁעַ jəhōšuaʿ zurück.
Jesus ist in verschiedenen Sprachen die Form des altgriechischen Ιησούς. Dieses ist im antiken hellenisierten Judentum die Transkription des hebräisch-aramäischen Vornamens Jehoschua (יהושע) mit seinen Kurzformen Jeschua oder Jeschu, erweitert um die griechische Nominativ-Endung -s, die in den anderen Kasus entfällt bzw. ersetzt wird.
Der Name Jesus bedeutet „JHWH (Gottesname im Hebräischen) ist Rettung“ (siehe auch die Ableitung des Namens Jesus vom Namen Jeshua oder Jehoshua).

## Jesus und Josua
Der in deutschen Bibelübersetzungen mit Josua bezeichnete Anführer Israels wird in außerbiblischen griechischen Quellen durch den Namenszusatz „Sohn des Nun“, altgriechisch Ιησους, ο του Ναυη Iēsus, ho tu nauē, deutsch ‚Jesus, der des Nun‘ von Jesus von Nazaret unterschieden. Diese Namensform findet sich auch in lateinischen Bibeltexten vor dem 5. Jahrhundert, z. B. bei den Kirchenvätern Justin, Tertullian und Augustinus von Hippo. Die Namensgleichheit im Griechischen gab Tertullian Anlass zur typologischen Interpretation des alttestamentlichen Josua als realprophetische Vorausdeutung auf den Jesus der Evangelien. Seit der Frühzeit des Christentums bezeichnen Christen Jesus gemeinhin als „Jesus Christus“. Das Wort Christus war ein Titel oder Amt („der Christus“), kein Vorname. Es leitet sich vom griechischen Χριστός (Christos) ab, einer Übersetzung des hebräischen Ausdrucks mashiakh (משיח, „gesalbt“) und entspricht im Deutschen dem Ausdruck „Messias“. Der Name Jesus Nave für Josua wird heute noch in der orthodoxen Kirche und den aus dieser Tradition hervorgegangenen liturgischen Texten und Bibelübersetzungen verwendet; beide Personen tragen also dort denselben Vornamen.

## Deklination
Im Deutschen wurde der Name bis ins frühe 20. Jahrhundert griechisch-lateinisch dekliniert: „Dies ist Jesus, der Juden König“ (Nominativ) – „Sie teilten Jesu Kleider“ (Genitiv) – „Sie gaben Jesu einen Backenstreich“ (Dativ) – „Sie führten Jesum in das Richthaus“ (Akkusativ) – „Jesu, meine Freude“ (Vokativ). Heute ist, außer in literarischen Zitaten, nur noch der Genitiv Jesu gebräuchlich.

## Verbreitung
In vielen christlich geprägten Ländern ist Jesus als männlicher Vorname ungebräuchlich. Im Spanischen dagegen ist Jesús bis heute ein verbreiteter Vorname. Hintergrund ist die Reconquista, in deren Verlauf dem islamischen Vornamen Mohammed der Name Jesus entgegengesetzt wurde.
In Deutschland war Jesus als Vorname lange nicht zugelassen. 1996 entschied das Oberlandesgericht Bremen, dass ein nach südafrikanischem Recht erworbener und geführter Vorname „Frieden mit Gott allein durch Jesus Christus“ in das Familienbuch einzutragen sei. 1998 entschied das Oberlandesgericht Frankfurt auch im Hinblick auf internationale Gebräuche, dass Standesämter den Elternwunsch, einem Kind den Namen Jesus zu geben, nicht ablehnen dürfen.

## Vorname

### Antike Namensträger
- Jesus ben Eleazar ben Sira, nach dem das deuterokanonische Buch Jesus Sirach genannt ist
- Jesus bar Abbas, Barabbas: Zelot, den Pontius Pilatus anstelle von Jesus von Nazaret freiließ
- Jesus ben Ananias, ein israelitischer Prophet

### Andere
- Jesús Alfaro (* 1968), mexikanischer Fußballspieler
- Jesús Angulo (* 1997), mexikanischer Fußballspieler
- Jesús Angulo (* 1998), mexikanischer Fußballspieler
- Jesús Arellano (* 1973), mexikanischer Fußballspieler
- Jesús Batikuling Balmori (1887–1948), philippinischer Schriftsteller
- Jesús Bracamontes (* 1951), mexikanischer Fußballtrainer und -spieler
- Jesús Brenes (* 1983), spanischer Fußballspieler
- Jesús Carrasco Jaramillo (* 1972), spanischer Schriftsteller
- Jesús Castillo (1877–1946), guatemaltekischer Komponist
- Jesús Castillo (* 2001), peruanischer Fußballspieler
- Jesús Fructuoso Contreras (1866–1902), mexikanischer Bildhauer
- Jesús Corona (José de Jesús Corona Rodríguez; * 1981), mexikanischer Fußballtorhüter
- Jesús Corona (Jesús Manuel Corona Ruíz; * 1993), mexikanischer Fußballspieler
- Jesús Dátolo (* 1984), argentinischer Fußballspieler
- Jesús Díaz (1941–2002), kubanischer Schriftsteller und Regisseur
- Jesús España (* 1978), spanischer Langstreckenläufer
- Jesús Ezquerra (* 1990), spanischer Radrennfahrer
- Jesús Franco Manera (1930–2013), spanischer Filmregisseur
- Jesús Fuertes (1938–2006), spanischer Maler
- Jesús Galíndez (1915–1956), baskischer Politiker und Schriftsteller
- Jesús Gil (1933–2004), Präsident des spanischen Fußballclubs Atlético Madrid
- Jesús Ángel García (* 1969), spanischer Geher
- Jesús González Dávila (1940–2000), mexikanischer Schauspieler, Drehbuchautor, Dramaturg, Regisseur
- Jesus Hali (10./11. Jh.), siehe Ali ibn Isa
- Jesús Hernández (* 1981), spanischer Radrennfahrer
- Jesús Hernández Aristu (* 1943), spanischer Sozialwissenschaftler und Hochschullehrer
- Jesús Herrada (* 1990), spanischer Radrennfahrer
- Jesús Ricardo Iglesias (1922–2005), argentinischer Autorennfahrer
- Jesús Jiménez Zamora (1823–1897), zweimal Präsident von Costa Rica
- Jesús López Cobos (1940–2018), spanischer Dirigent
- Jesús María López Mauléon (* 1955), spanischer Ordensgeistlicher, Prälat von Alto Xingu-Tucumã in Brasilien
- Jesús López Meneses (* 1971), mexikanischer Fußballspieler
- Jesús López Pacheco (1930–1997), spanischer Schriftsteller
- Jesús Agustín López de Lama (1929–2023), spanischer Ordensgeistlicher
- Jesús Tonatiú López (* 1997), mexikanischer Leichtathlet
- Jesús Lozoya Solís (1910–1983), mexikanischer Arzt, General und Politiker
- Jesús Manzano (* 1978), spanischer Radsportler
- Jesús Martínez Álvarez (* 1942), mexikanischer Künstler und Fotograf
- Jesús Moncada (1941–2005), spanischer Schriftsteller
- Jesús Mosterín (1941–2017), spanischer Philosoph
- Jesús Navas (* 1985), spanischer Fußballspieler
- Jesús Olmo Lozano „Olmo“ (* 1985), spanischer Fußballspieler
- Jesús Padilla Gálvez (* 1959), spanischer Philosoph
- Jesús T. Piñero (1897–1952), puerto-ricanischer Politiker
- Jesús Prado (* 1946), mexikanischer Fußballspieler
- Jesús „Chucho“ Reyes Ferreira (1880–1977), mexikanischer Künstler
- Jesús Miguel Rollán (1968–2006), spanischer Wasserballspieler
- Jesús Sinisterra (* 1975), kolumbianischer Fußballspieler
- Jesús Rafael Soto (1923–2005), venezolanischer Künstler
- Jesús Salvador Treviño (* 1946), US-amerikanischer Drehbuchautor und Filmregisseur
- Jesús Vallejo (* 1997), spanischer Fußballspieler
- Jesús Yánez (1917–2000), kubanischer Menschenrechtler
- Jesús Zarate (* 1974), mexikanischer Radrennfahrer

### Zweit-, Zu- oder Spitzname
- Chris „Jesus“ Ferguson (* 1963), US-amerikanischer Pokerspieler

## Familienname
- Adelino Afonso de Jesus, osttimoresischer Beamter
- Andrevaldo de Jesus Santos (* 1992), brasilianischer Fußballspieler
- Angelina Machado de Jesus (* 1967), osttimoresische Politikerin
- Anita Tavares Ribeiro de Jesus, osttimoresische Beamtin
- Antoni Margil de Jesús (1657–1726), franziskanischer Priester und Missionar der Krone von Aragon
- António de Jesus, portugiesische Persönlichkeit
- Basílio de Jesus (frühes 21. Jh.), osttimoresischer Polizist
- Carlos Adriano de Jesus Soares (1984–2007), brasilianischer Fußballspieler, siehe Alemão (Fußballspieler, 1984)
- Carlos Alberto Gomes de Jesus (* 1984), brasilianischer Fußballspieler, siehe Carlos Alberto (Fußballspieler, Dezember 1984)
- Carlos Santos de Jesus (* 1985; Carlos), brasilianisch-kroatischer Fußballspieler
- Carlos Vinícius Santos de Jesús (* 1994), brasilianischer Fußballspieler, siehe Carlinhos (Fußballspieler, Juni 1994)
- Carolina Maria de Jesus (1914–1977), brasilianische Schriftstellerin
- Cássio Francisco de Jesus (1989–2025), brasilianischer Fußballspieler
- César Valente de Jesus (* 1975), osttimoresischer Politiker
- Cláudio de Jesus Ximenes, osttimoresischer Richter
- Constância de Jesus, osttimoresische Politikerin
- Dankler Luís de Jesus Pedreira (* 1992), brasilianischer Fußballspieler
- Davi Rodrigues de Jesus (* 1984), brasilianischer Fußballspieler
- Edgar de Jesús García Gil (* 1946), kolumbianischer Geistlicher, Bischof von Palmira
- Édson de Jesus Nobre (* 1980; Édson), angolanischer Fußballspieler
- Eládio António Faculto de Jesus (* 1971), osttimoresischer Politiker
- Egídio de Jesus (frühes 21. Jh.), osttimoresischer Politiker und Diplomat
- Esteban de Jesús (1951–1989), puerto-ricanischer Boxer
- Eurico de Jesus (* 1977), macauischer Automobilrennfahrer
- Fábio de Jesus (* 1976), brasilianischer Fußballspieler
- Felipe de Jesus Munarriz (1875–1936), spanischer Seliger
- Francisca de Paula de Jesus (1810–1895), brasilianische Selige
- Gabriel Jesus (* 1997), brasilianischer Fußballspieler
- Gláucio de Jesus Carvalho (* 1975), brasilianischer Fußballspieler
- Helímenas de Jesús Rojo Paredes (1926–2021), venezolanischer Ordensgeistlicher, Erzbischof von Calabozo
- Ignacio de Jesús Prado (* 1993), mexikanischer Radrennfahrer
- Jacques de Jésus (1900–1945), französischer Priester und Karmelit
- Jaqueline Goes de Jesus (* 1989), brasilianische Biomedizinerin und Hochschullehrerin
- Jeremias Antônio de Jesus (* 1966), brasilianischer Geistlicher, Bischof von Guanhães
- Jesús María de Jesús Moya (* 1934), dominikanischer Geistlicher, Bischof von San Francisco de Macorís
- Joaninha de Jesus (* 1964), osttimoresische Politikerin
- Jorge Jesus (* 1954), portugiesischer Fußballtrainer
- Jorge Bom Jesus (* 1962), são-toméischer Linguist und Politiker (MLSTP-PSD)
- Jose de Jesus (Manager), philippinischer Wirtschaftsmanager und Politiker
- José de Jesús (Leichtathlet) (José Elías de Jesús; * 1954), puerto-ricanischer Leichtathlet
- José de Jesús (Boxer) (* 1963), puerto-ricanischer Boxer
- José de Jesús (Radsportler) (José de Jesús Jaimes; * 1991), kolumbianischer Radrennfahrer
- José de Jesús Castillo Rentería (1927–2013), mexikanischer Ordensgeistlicher, Bischof von Tuxtepec
- José de Jesús González (José de Jesús González Muñoz; * 1998), mexikanischer Fußballspieler
- José de Jesús González Hernández (* 1964), mexikanischer Ordensgeistlicher, Bischof von Chilpancingo-Chilapa
- José de Jesús López y González (1872–1950), mexikanischer Geistlicher, Bischof von Aguascalientes
- José do Menino Jesus (1735–1791), portugiesischer Geistlicher
- José Luis Jesus (* 1950), kapverdischer Jurist
- Juan Jesus (* 1991), brasilianischer Fußballspieler
- Kahlo De Jesus Buffington, US-amerikanischer Schauspieler und Synchronsprecher
- Luis Corrêa de Jesus (* 1973), brasilianischer Beachvolleyballspieler
- Mateus de Jesus (1959–2015), osttimoresischer Politiker
- Madeline de Jesús (* 1957), puerto-ricanische Leichtathletin
- Manuel António Gonçalves de Jesus (* 1955), portugiesischer Diplomat
- Manuel de Jesus Troncoso de la Concha (1878–1955), dominikanischer Schriftsteller und Politiker, Präsident 1940 bis 1942
- Margaret de Jesús (* 1957), puerto-ricanische Leichtathletin
- María Jesús Montero (* 1966), spanische Politikerin (PSOE)
- Maria de Jesus (1893–2009), portugiesische Altersrekordlerin
- María de Jesús Patricio Martínez (* 1963), mexikanische Ärztin und Menschenrechtsaktivistin
- Maria José da Fonseca Monteiro de Jesus, osttimoresische Politikerin und Diplomatin
- Maria da Piedade de Jesus (* 1963), angolanische Afrikaarchäologin und Anthropologin
- Maria Quitéria de Jesus (1792–1853), brasilianische Freiheitskämpferin
- Maria Renata de Jesus, osttimoresische Beamtin und Diplomatin
- Marlon de Jesús (* 1991), ecuadorianischer Fußballspieler
- Mario de Jesús Báez (1924–2008), dominikanischer Komponist und Musikverleger (auch Mario de Jesús, Mario Baéz)
- Mario de Jesús Álvarez Gómez (* 1959), kolumbianischer Geistlicher, Bischof von Istmina-Tadó
- Narcisa de Jesús Martillo Morán (1832–1869), ecuadorianische Heilige
- Orlando Silva de Jesus Júnior (* 1971), brasilianischer Politiker
- Paulo Marcos de Jesus Ribeiro (* 1986), brasilianischer Fußballspieler
- Ramona de Jesús (* 1990), kolumbianische Dichterin, Essayistin und Übersetzerin
- Renata Cristina de Jesus Benedito (* 1984), brasilianische Volleyballspielerin
- Robenílson de Jesus (* 1987), brasilianischer Boxer
- Ronaldo Rodrigues de Jesus (* 1965), brasilianischer Fußballspieler, siehe Ronaldão
- Ronaldo De Jesús (* 2001), paraguayisch-brasilianischer Fußballspieler
- Samuel Firmino de Jesus (* 1986), brasilianischer Fußballspieler
- Solange Jesus (* 1987), portugiesische Langstreckenläuferin
- Tadeu de Jesus Nogueira Júnior (* 1981), brasilianischer Fußballspieler, siehe Juninho (Fußballspieler, 1981)
- Vidal de Jesus (* 1952), osttimoresischer Politiker
- Willian Thiego de Jesus (Thiego; 1986–2016), brasilianischer Fußballspieler
- Zola Jesus (* 1989), US-amerikanische Singer-Songwriterin

## Äthiopische Kaiser
Äthiopische Kaiser der Salomonischen Dynastie wurden meist in Bezug auf die Bibel benannt. Nach Jesus benannt wurden:
- Tasfa Jesus (regierte 1270–1285)
- Sarwe Jesus († 1433)
- Amda Jesus (regierte 1433–1434)
- Iyasu I. († 1706)
- Iyasu II. (1723–1755)
- Iyasu III. († 1788)
- Iyasu IV. (regierte 1830–1832)
- Iyasu V. (1897–1935)

## Redewendungen
In vielen Sprachen ist der Ausruf „Jesus!“ verbreitet, meist als Ausdruck des Erstaunens oder Erschreckens. Beispiele:
- Herrje!: der Ausruf steht für „Herr Jesus“, ursprünglich als Anrufung im Sinn eines Stoßgebets.
- o jemine bzw. oje: eine Kurzform des lateinischen o Iesu Domine, „o Herr Jesus“.
- Jessas, Jesses: Stoßgebet, Ausruf des Entsetzens; im Englischen Jee(z) oder Gee: eine Verballhornung
- ¡Jesús! im Spanischen: steht für „Gesundheit!“ nach dem Niesen